# Eropol
L'Eropol (in russo Еропол?), che nella parte superiore si chiama Eropol'krytkyn, è un fiume della Russia estremo-orientale, affluente di destra dell'Anadyr'. Scorre nell'Anadyrskij rajon della Čukotka.
Il fiume ha origine nell'area della cresta Gydan del monti dei Coriacchi e ha un carattere prevalentemente montuoso; nella parte inferiore, quando raggiunge la pianura, si scompone in rami e canali. Il fiume ha una lunghezza di 261 km, il bacino misura 10 700 km². Sfocia nell'Anadyr' a 740 km dalla foce. Il congelamento del fiume avviene solitamente alla fine di ottobre, sgela a fine maggio. Nel corso medio del fiume si trova il villaggio di Čuvanskoe, e alla foce del fiume si trova la stazione meteorologica abbandonata Eropol.